# Templos budistas de Japón

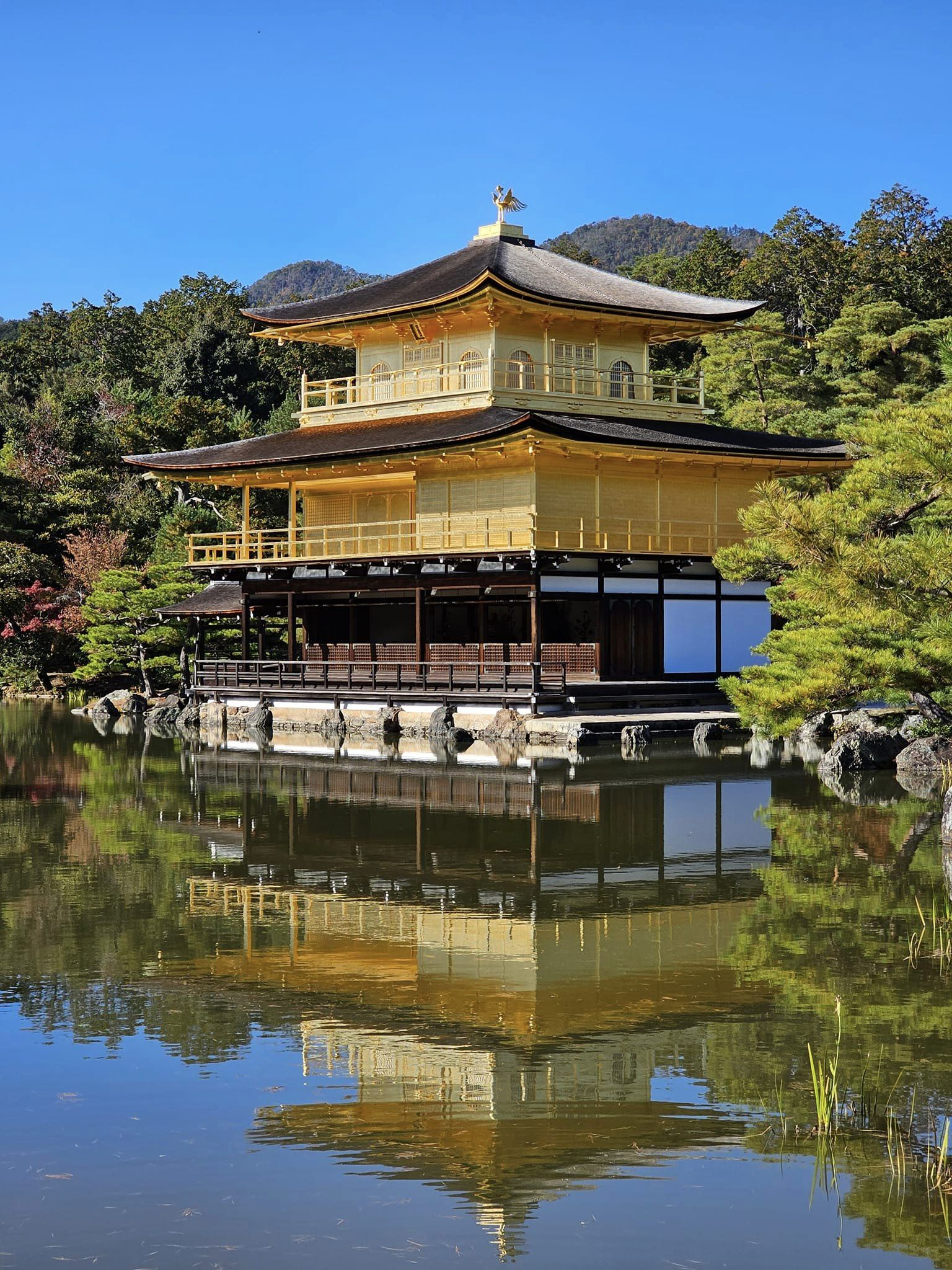
Templo budista en Japón.

Junto a los santuarios sintoístas, los templos budistas son los edificios religiosos más numerosos, famosos e importantes en Japón. La palabra japonesa para templo budista es tera (寺?), y la misma kanji también tiene la pronunciación ji, así que los nombres de templos suelen acabar en -ji o -dera. Hay también un número de variaciones como lo puede ser -in. Los templos más famosos en Japón son el Enryaku-ji, el Kiyomizu-dera, y el Kōtoku-in son buenos patrones para ilustrar las principales nomenclaturas de templo budista japonés.

## Diseño y posicionamiento geomántico

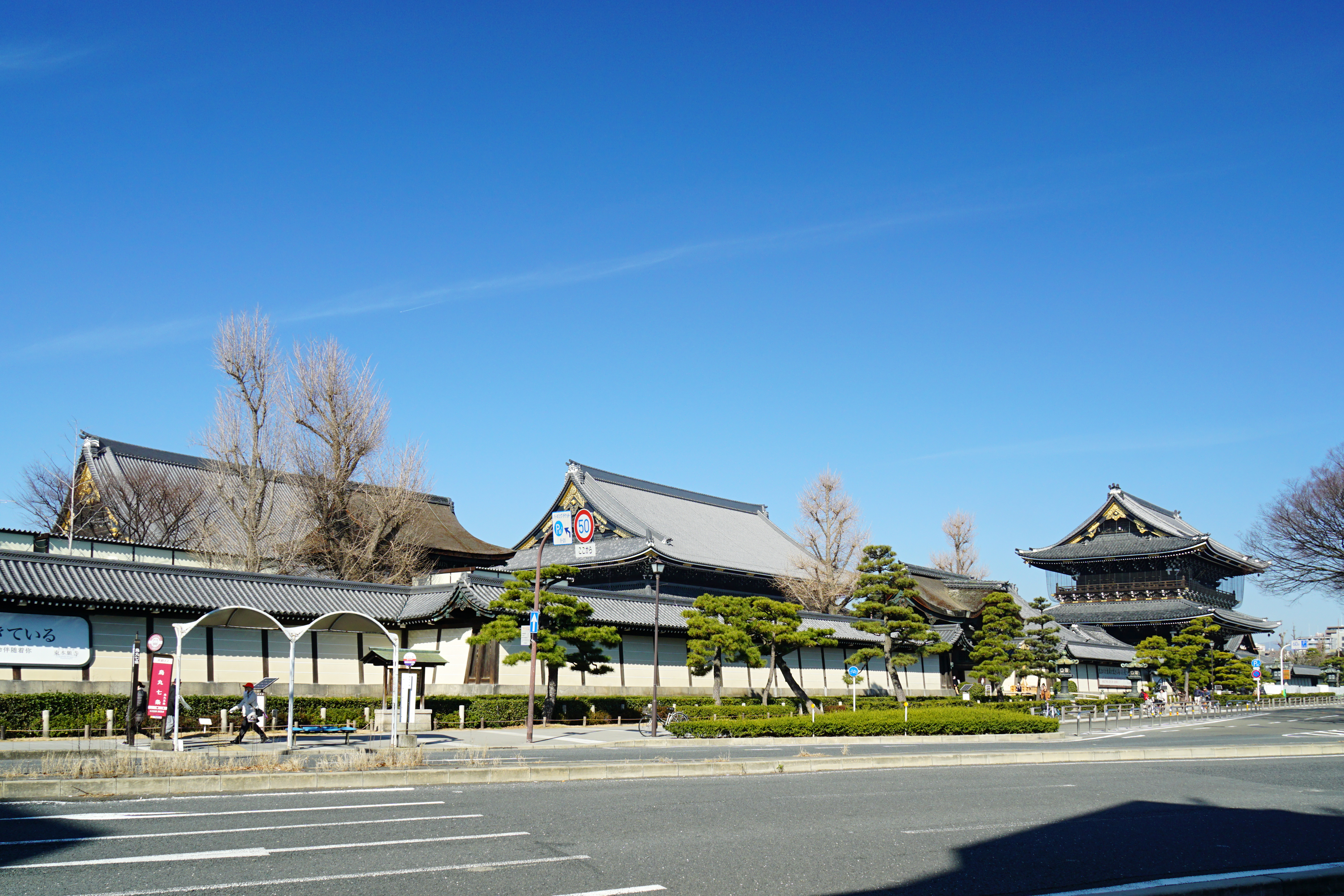
Higashi Hongan-ji

Los complejos de templos budistas consisten en una serie de estructuras ordenadas en función de determinados conceptos o directrices.
El Hōryū-ji en Nara, que se dice que incluye la edificación más antigua en madera del mundo, sirve como ejemplo perfecto del diseño estándar de un templo budista o complejo monasterial. Hay tres edificios esenciales en cualquier complejo de templos: una pagoda (tō (塔?) (normalmente de tres o cinco pisos), un Gran Salón (a menudo llamado kondō (金堂?) o honden (本殿?)) y un salón de estudio monacal kodo (講堂?).
La disposición de los edificios principales (garan haichi (伽藍配置?)) cambió a través del tiempo. Un modelo temprano tenía una puerta, la torre, kondo y kodo en una línea directa de sur a norte. Los pasillos se ampliaron de este a oeste desde los flancos de la puerta, luego giró al norte, y finalmente se unió por el norte del kodo, formando un claustro alrededor de la pagoda y los pasillos principales. Este modelo, tipificado por el Shitennō-ji en Osaka, vino de China vía Paekche; el estilo chino de templos budista, aunque cambiado algo desde China vía península coreana, en última instancia estaba basado en los palacios chinos, y esto es evidente en muchos de los rasgos de diseño básicos que permanecen hoy en los templos de los tres países.
Un complejo de templos budistas en Japón sigue en general la pauta de una serie de espacios sagrados que rodean un patio, y a los cuales se entra a través de un conjunto de puertas. Estas puertas suelen tener un par de grandes estatuas guardianas, llamadas Niō.
Además, muchos de los templos más importantes o poderosos se construyen en lugares que son favorables de acuerdo a los preceptos de la geomancia china. Por ejemplo, Enryaku-ji, que se asienta encima del monte Hiei al noreste de Kioto, que se dice defiende a la ciudad de los malos espíritus debido a su colocación en esa dirección. El régimen de las montañas y otros accidentes geográficos, en particular las direcciones alrededor del templo desempeñan un papel importante también. Esta costumbre se mantuvo durante largo tiempo. Ocho siglos después de la fundación de Enryakuji, el Shogunato Tokugawa estableció Kan'ei-ji en la misma dirección para la protección de su castillo en Edo. Su nombre de montaña, Toei-zan, tiene un carácter de Hiei-zan (Mount Hiei), y puede interpretarse en el sentido de "el monte Hiei del Este". 
Además los templos budistas, como cualquier otra estructura religiosa, deben ser organizados con el fin de servir mejor a sus diversos fines. La mayoría de los productos básicos en todo el espacio complejo de templos budistas es el espacio sagrado, donde las imágenes de los Budas y bodhisattvas se mantienen, y donde se realizan rituales importantes. Esta zona está siempre separada de la zonas accesibles a los fieles laicos, aunque la distancia entre los dos y la forma de su separación es bastante variada. En muchos templos, hay poco más de una barandilla de madera dividiendo el espacio sagrado y el de los laicos, pero en muchos otros, hay una distancia significativa, quizás un patio de gravilla, entre los dos.
Otra estructura o espacio de gran importancia, teniendo en cuenta las necesidades físicas del clero en su día a día, son los espacios para comer, dormir y estudiar que son esenciales, en particular en aquellos templos que funcionan como monasterios.

## Arquitectura

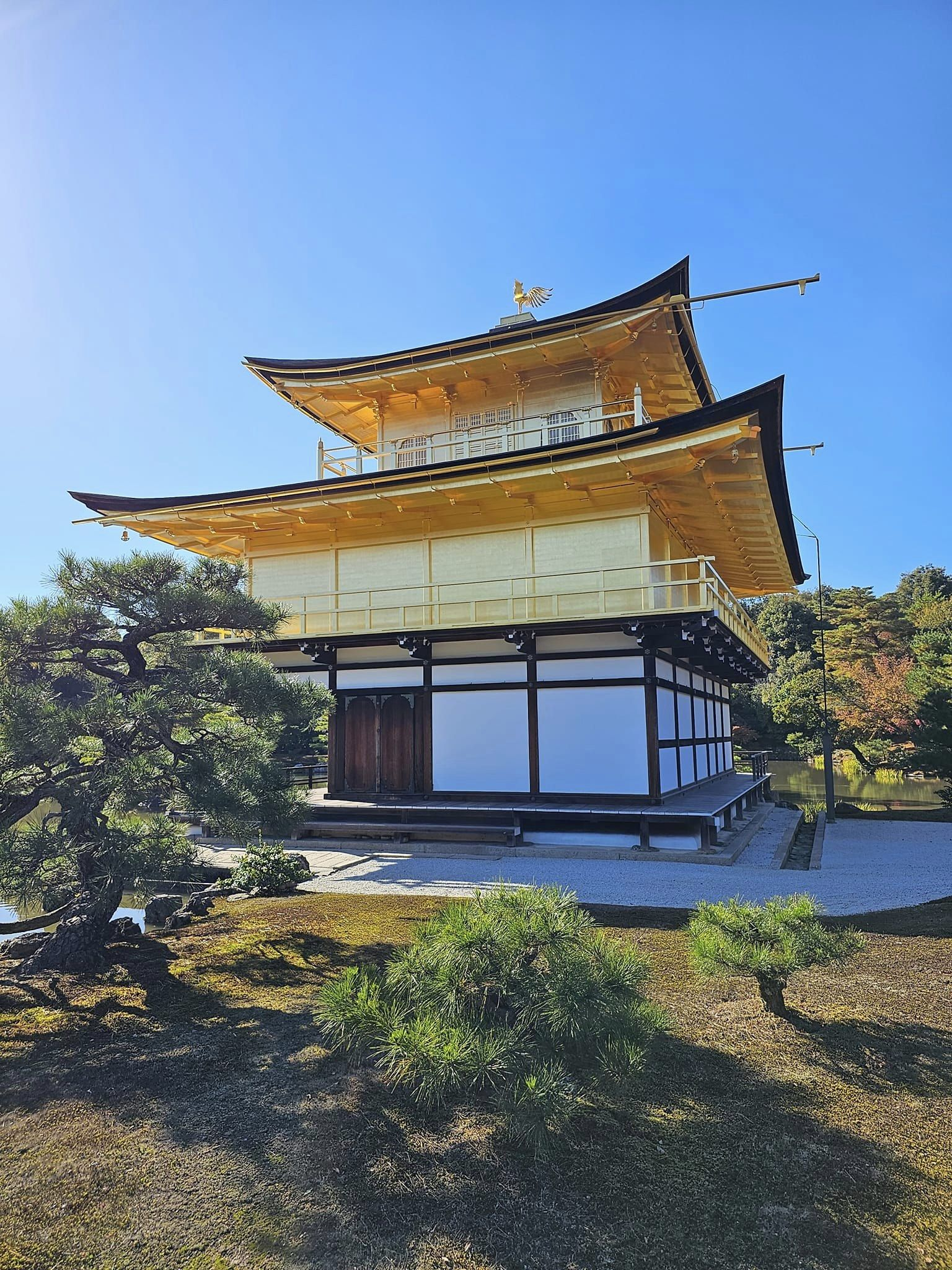
Templo budista en Japón.

La arquitectura de los templos budistas, como la de cualquier otra construcción, se ha modificado y desarrollado a lo largo de los siglos. Sin embargo, aunque la mayoría de los datos puede variar, los temas generales y estilos tienen fuertes similitudes y orígenes comunes.
La mayoría, sino todos, de los edificios de templos budistas exhiben el mismo diseño básico como otros elementos tradicionales de los edificios japoneses. Columnas altas y gruesas de madera sirven como elementos de soporte de cargas y como elementos estabilizadores de la estructura. Cada columna se asienta encima de una gran piedra, y su función es la de anclar el edificio. Las paredes, los pisos y las complejas estructuras de cubierta entre corchetes son sostenidas por esas columnas. Existe una gran diversidad en el estilo y la apariencia de las cubiertas, pero la mayoría siguen el concepto básico de cubierta con pendiente de tejas. Los tejados de muchos de los antiguos templos, diseñado con formas provenientes del continente, tienen un repunte quema esquinas. Mientras tanto, los nuevos templos que se basan más en los estilos japoneses nativos tendrán más suaves, más horizontales las esquinas de la cubierta.
El Hōryū-ji, que ya se ha mencionado, fue uno de los primeros templos budistas construidos en Japón. Sus estructuras primarias representan el estilo entonces imperante en la dinastía Sui en China. El Konden (Entrada Dorada) es un doble techo estructural, con el apoyo de pilares fuertes y gruesos dando así una sensación de audacia y de peso.